# (23010) Kathyfinch
(23010) Kathyfinch est un astéroïde de la ceinture principale d'astéroïdes.

## Description
(23010) Kathyfinch est un astéroïde de la ceinture principale d'astéroïdes. Il fut découvert le 14 novembre 1999 à Socorro (Nouveau-Mexique) par le projet LINEAR. Il présente une orbite caractérisée par un demi-grand axe de 2,28 UA, une excentricité de 0,14 et une inclinaison de 4,7° par rapport à l'écliptique.

## Compléments